# Scenedesmaceae

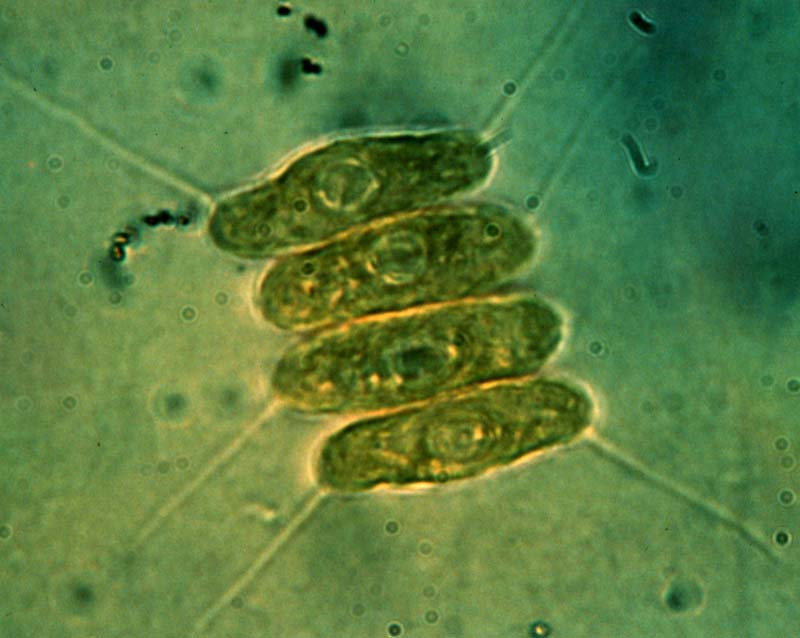
Scenedesmus

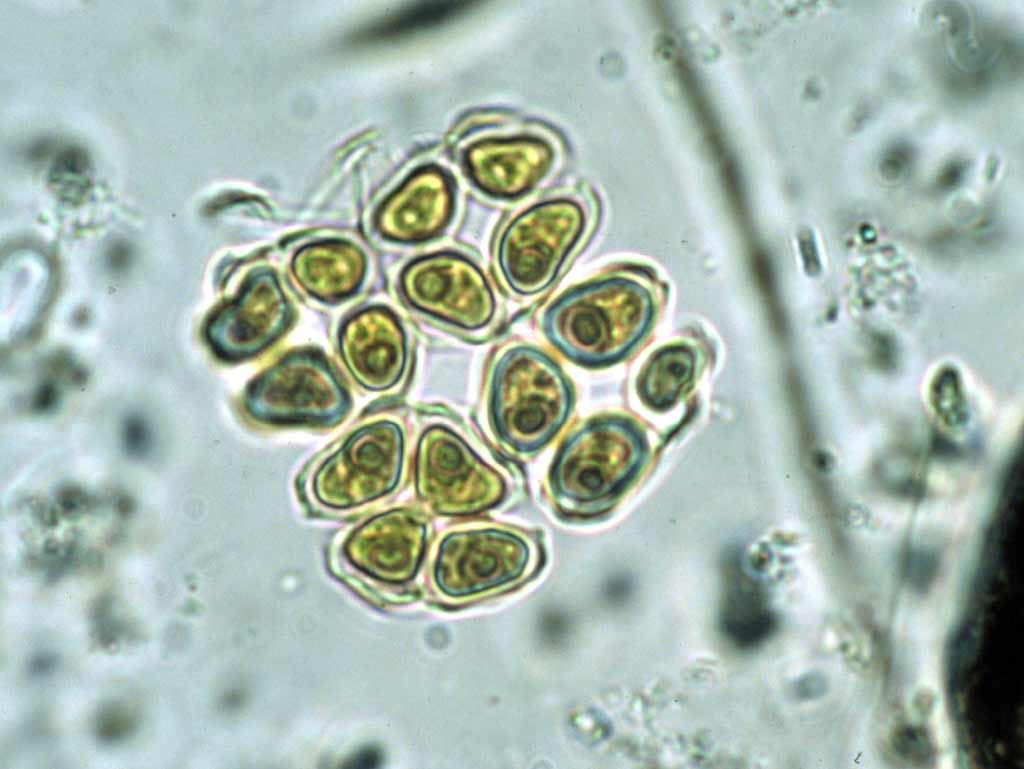
Crucigenia

Scenedesmaceae è una famiglia di alghe nell'ordine Chlorococcales comuni come componente del plancton.
La famiglia include i seguenti generi:
- Actinastrum
- Coelastrum
- Crucigenia
- Dicellula
- Dicloster
- Pectodictyon
- Scenedesmus
- Tetradesmus
- Tetrallantos
- Tetrastrum